# Eddie Moussa
Eddie Moussa (20. marts 1984 i Södertälje – 1. juli 2010 i Södertälje) var en svensk fodboldspiller, der under hele sin karriere spillede i Assyriska FF.

## Biografi
Eddie Moussa voksede op i Ronna i byen Södertälje. Som 7-årig begyndte han at spille fodbold på Assyriska FFs fodboldskole. Som 16-årig blev han, under trænerne Peter Antoine og Kachir Eskander, udtaget til holdets førsteholdstrup.
I foråret 2010 fik han libanesisk statsborgerskab, grundet hans fars libanesiske herkomst. Han havde derfor mulighed for at spillet for det libanesiske fodboldlandshold.

## Død
Den 1. juli 2010 klokken 02.22 blev Moussa og hans bror skudt og dræbt på den illegale spilleklub Oasen i Ronna Centrum i Södertälje af to maskerede mænd.  En tredje person blev alvorligt såret ved episoden.